# LGA 1155

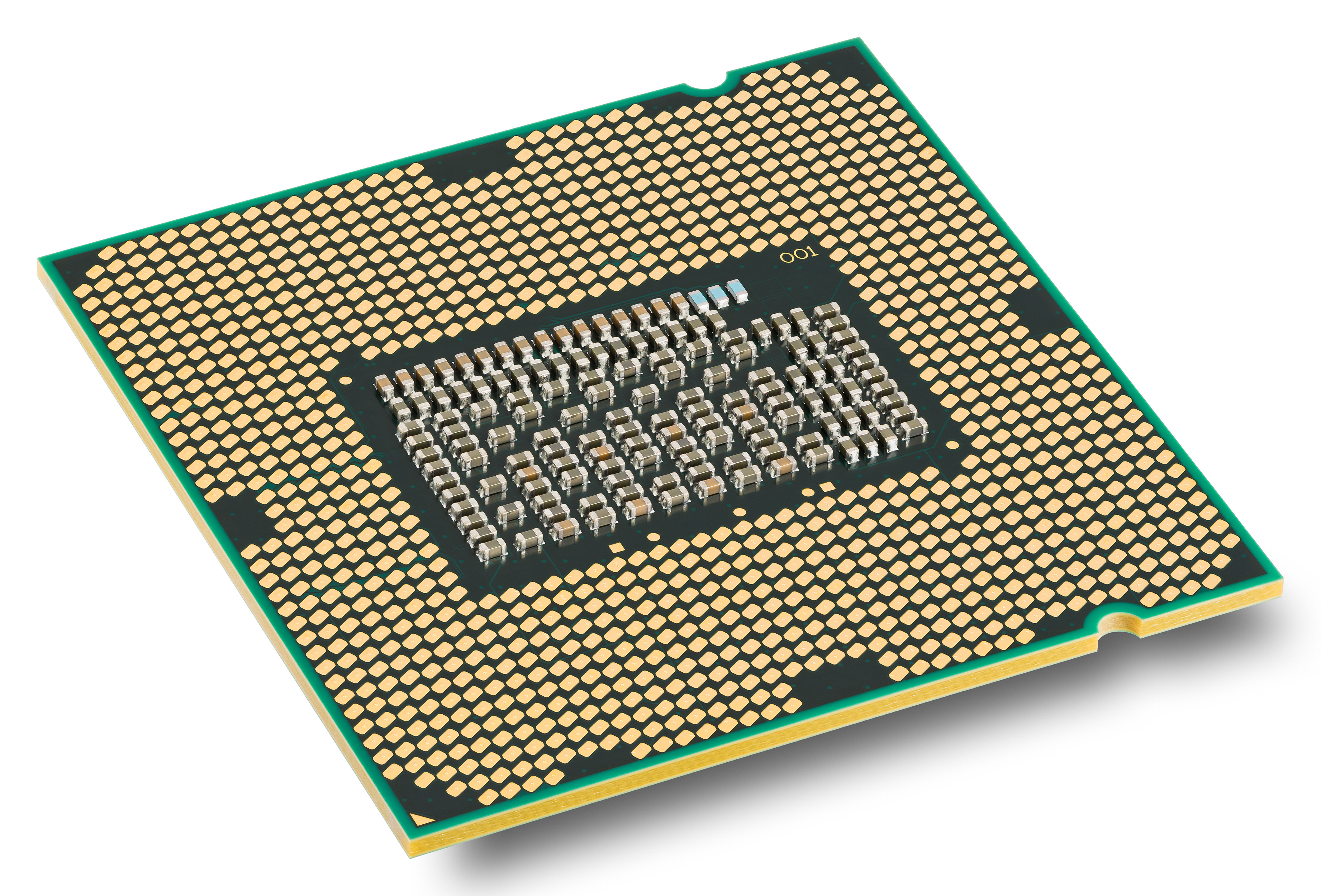
Core i7-2600K CPU背面
（使用LGA 1155）

LGA 1155又稱「Socket H2」，是英特爾（Intel）於2011年所推出Sandy Bridge微架構的新款Core i3、Core i5及Core i7處理器所用的CPU插槽，此插槽取代LGA 1156，兩者並不相容，因此新舊款CPU無法互通使用。

## 晶片組
- Intel Z68、P67、H67、H61、Q67、Q65、B65
- Intel Z77、Z75、H77、Q77、Q75、B75
- Intel C202、C204、C206、C216